# Formica gnava
Formica gnava é uma espécie de formiga do gênero Formica, pertencente à subfamília Formicinae.